# Candace McNamee
Pour les articles homonymes, voir McNamee.
Candace McNamee est une joueuse américaine de volley-ball née le 13 juin 1980 à Washington DC. Elle mesure 1,83 m et joue passeuse.

## Clubs
| Club                      | Pays      | De        | À         |
| ------------------------- | --------- | --------- | --------- |
| UCAM Murcia               | Espagne   | 2003-2004 | 2004-2005 |
| CVJAV Olímpico Las Palmas | Espagne   | 2005-2006 | 2005-2006 |
| Schweriner SC             | Allemagne | 2006-2007 | 2006-2007 |
| ES Le Cannet-Rocheville   | France    | 2009-2010 | 2009-2010 |
| Istres OPVB               | France    | 2010-2011 | 2010-2011 |
| Tiboni Urbino             | Italie    | 2011-2012 | …         |

## Palmarès
- Championnat d'Allemagne (1)
  - Finaliste : 2006